# 立花証券
立花証券株式会社（たちばなしょうけん）は、東京都中央区に本店を置く日本の証券会社。

## 沿革
- 1953年（昭和28年） 3月 石井久が29歳の時に石井株式研究所を創立。
- 1953年（昭和28年） 9月1日 社員13人、資本金500万円で江戸橋証券を創業する。
- 1957年8月 東証正会員であった立花証券(社員32人、資本金1000万1948年（昭和23年）4月設立)を買収し、合併する。江戸橋証券を清算し、立花証券の名称を存続する。
- 1958年11月 顧客向けの投資情報誌、「立花月報」をはじめる。
- 1960年 電話による通信取引などにより、東証の出来高上位20位にランクインする。
- 1973年 石井久が社長を退任し、会長職に就く。中田忠雄が社長に就任する。
- 1974年 日本橋茅場町の現在の社屋に本店を移転[1]。
- 1982年 石井久が再度社長に就任する。
- 1988年 福園一成が社長に就任する。
- 1990年 総合証券会社に移行する。
- 1994年2月 香港現地法人を設立。
- 2000年 石井登が社長に就任する。
- 2002年9月 インターネット取引開始。
- 2006年6月20日 アドウェイズ株の誤発注を起こす。
- 2011年6月28日 取締役相談役であった石井久が取締役を退任[2]。